# Emmental Versicherung Arena
L'Emmental Versicherung Arena (ufficialmente scritta come emmental versicherung arena) è un'arena per gli sport su ghiaccio e gli eventi situata nella municipalità svizzera di Langnau im Emmental, nel Canton Berna. È stata completata nel 1975. L'arena serve come sede principale per la squadra di hockey su ghiaccio SCL Tigers e ha una capacità totale di 6.050 posti a sedere, il che la rende la seconda più piccola pista di ghiaccio tra tutte le squadre della National League. Il suo nome originale deriva dal vicino fiume Ilfis.

## Storia
L'attuale emmental versicherung arena ha avuto origine dalla Kunsteisbahn Langnau, costruita nel 1959. Nel 1975, lo stadio è stato coperto e chiamato Ilfishalle. È stato rinnovato nel 2012, riducendo la capacità di seduta da 6.300 a 6.050 spettatori..Il costo totale di questo progetto di costruzione ha superato i 33 milioni di CHF. Da marzo 2023, l'impianto è stato ampliato con un edificio aggiuntivo che include una seconda pista di ghiaccio, un'area atletica e strutture per la ristorazione, direttamente adiacente all'arena. Da settembre 2023, l'arena di ghiaccio è stata ribattezzata emmental versicherung arena, in onore della società emmental versicherung di Konolfingen.

## Spettatori
Gli SCL Tigers hanno radici profonde nella popolazione della regione dell'Emmental. La media di spettatori è di circa 5.600 persone a partita.

## Collegamenti web
- ILFISEVENT: Gastro.Cultura.Congressi. (Tedesco)
- Hockeyarenas: emmental versicherung arena (Inglese)